# あるかす
あるかす（ARKAS）は、太平洋沿海フェリーが運航していたフェリー。

## 概要
1972年太平洋沿海フェリーの第一船として瀬戸田造船で建造された。
1972年10月1日に名古屋 - 大分航路に就航した。船名はこぐま座を意味する「アルカス」より命名。
本船から第4船「あるごう」にかけては、苫小牧-仙台航路で競合する新東日本フェリーの「V」から始まる命名に対抗し「A」から始まる単語でかつ験を担いで「ある」から始まる天体にまつわる船名が命名されていた。
1973年4月、名古屋 - 仙台 - 苫小牧航路の開設に伴い転配。1977年、車両甲板の増設が行われた。
1987年、きそ (フェリー・初代)の就航により引退した。
1987年にギリシャのen:Strintzis Linesに売却され、クルーズフェリーへの改造を受け、IONIAN GALAXYと改名した。
1988年、パトラ - イグメニッツァ - コルフ - アンコーナ航路に就航した。
1995年、パトラ - イグメニッツァ - コルフ - ベニス航路に転配された。
1998年、リビアのGNMTCに傭船された。
1999年、パトラ - イグメニッツァ - コルフ - ベニス航路で再び運航された。
2000年、ブルースターフェリーに売却されBLUE GALAXYとなり、2001年、パトラ - ブリンディジ航路で運航された。
2001年、トルコのMarmara Linesに傭船され、CESME2として夏期にブリンディジ - チェシュメ航路で運航された。
2003年、ドバイのMarco Shippingに売却され、MERDIF 2としてドバイ - イラク航路で運航された。
2011年にスクラップとして売却され、インドのアランに回航の後に解体された。

### 航路
太平洋沿海フェリー（→太平洋フェリー）
- 名古屋港 - 大分港

仙台港の施設整備が間に合わず北海道航路の開設が遅れたため、暫定的に九州航路に就航した。
- 名古屋港 - 仙台港 - 苫小牧港

本船、あるびれお、いしかり（初代）、だいせつの4隻で1日1便を運航した。

## 設計
同じく瀬戸田造船で建造された近海郵船のまりもの準同型船である。船型は同一であるが、船室が1層増えて3層となり、操舵室の位置も1層高くなっている。船首ランプにサイドランプを採用したまりもと異なり、本船はバウバイザーを装備している。
バウバイザーの上部には、本船のシンボルとして鯱が設置されていた。名古屋城の鯱を摸して雌雄が一対となったもので、砲金製で漆を塗った上で金塗装がされており、1体が350kgあった。
船体は4層構造で上層からA・B・Cデッキ、トラックデッキと呼称されており、Aデッキは乗組員区画および旅客区画、Bデッキが旅客区画、Cデッキは前方が旅客区画、後方が乗用車搭載区画、トラックデッキは大型車搭載区画となっている。操舵室はAデッキの上に設けられていた。
「まりも」と同じく就航後は振動が発生した。

## 船内
内装デザインは「明るさ」「若さ」「清潔さ」を主軸に「ロマンチシズム」を加味し若者を主対象としつつも幅広い年齢層に好感を与える形とした。
就航当初は、ステラ・コンパニオンという女性アテンダントが乗船していた。また、供食サービスは銀座コックドールとの提携で提供されていた。
Aデッキ
- ロイヤルルーム（2名×1室）
- 特等室（洋室2名×14室・和室6名×8室）
- シーロンジ - コーヒーショップを併設、大きな窓を配し天井のドームには空と星をモチーフとした鏡や照明を付け、前面壁には船名に因んでおおぐま座・こぐま座をモチーフとしたレリーフを据えた。
- スペシャルサロン - 木目調で落ち着いた重厚な雰囲気とした。

Bデッキ
- 一等室（洋室4名×16室・5名×4室、和室7名×2室・10名×2室・8名×6室）
- 特二等室（17名×4室）
- エントランスホール  - アイヌの熊祭など寄港地の風物をテーマとしたレリーフや航行位置を示す電飾を設置。
- 案内所
- サンデッキ - 人工芝を設置。
- レストラン- カフェテリア式を採用。
- グリル「あるかす」 - 内装にナラ材を用い高級で気品ある雰囲気とした。
- スナック・バー - 豪華な雰囲気とした。
- ショッピングコーナー
- ショールーム - 自動車など大型製品を展示。
- ゲームコーナー
- ゴルフコーナー
- スキーゴルフロッカー

Cデッキ
- 特二等室（9名×2室・21名×2室・24名×2室・25名×1室）
- 二等室（386名×1室 13区画[5]）
- ドライバー室（ベッド36名・和室31名）
- 大浴場 - 掘り込み式で星座をモチーフとしたモザイクタイルや陶製のオブジェを設置。
- ウルトラソニックバス室
- カードルーム（27名2等室兼用）
- 乗用車デッキ[5]

トラックデッキ
- 冷凍給電設備（12台）[5]